# Liste der Monuments historiques in Oissery
Die Liste der Monuments historiques in Oissery führt die Monuments historiques in der französischen Gemeinde Oissery auf.

## Liste der Objekte
| Bezeichnung                                    | Beschreibung           | Standort                        | Kennzeichnung | Schutzstatus | Datum | Bild |
| ---------------------------------------------- | ---------------------- | ------------------------------- | ------------- | ------------ | ----- | ---- |
| Grab für Jean des Barres und seine zwei Frauen | Stein, 13. Jahrhundert | in der Kirche St-Germain (Lage) | PM77001311    | Classé       | 1862  |      |